# Smilax australis
Smilax australis es una especie de planta trepadora perteneciente a la familia  Smilacaceae, es originaria de Australia. 

## Descripción
Es una planta trepadora con espinas y con tallos que alcanzan un tamaño de hasta 8 metros de largo, con zarcillos en espiral que tienen de hasta 20 cm de largo. Las hojas son brillantes y tienen 5 venas longitudinales prominentes. La lámina de la hoja tiene  5 a 15 cm de largo y 3 a 10 cm de ancho.

## Distribución
La especie se encuentra en la selva, en el bosque esclerófilo, en bosques y páramos en el Territorio del Norte, Queensland, Nueva Gales del Sur, Victoria, y al norte de Australia Occidental.

## Taxonomía
Smilax australis fue descrita por Robert Brown y publicado en Prodromus Florae Novae Hollandiae 29, en el año 1810.
Sinonimia
- Smilax elliptica R.Br.
- Smilax latifolia R.Br.
- Smilax latifolia var. crassinervia A.DC.
- Smilax spinescens Miq.[4]